# Gnatholana mandibularis
Gnatholana mandibularis är en kräftdjursart som beskrevs av Barnard 1920. Gnatholana mandibularis ingår i släktet Gnatholana och familjen Cirolanidae. Inga underarter finns listade i Catalogue of Life.